# 鯨魚肉

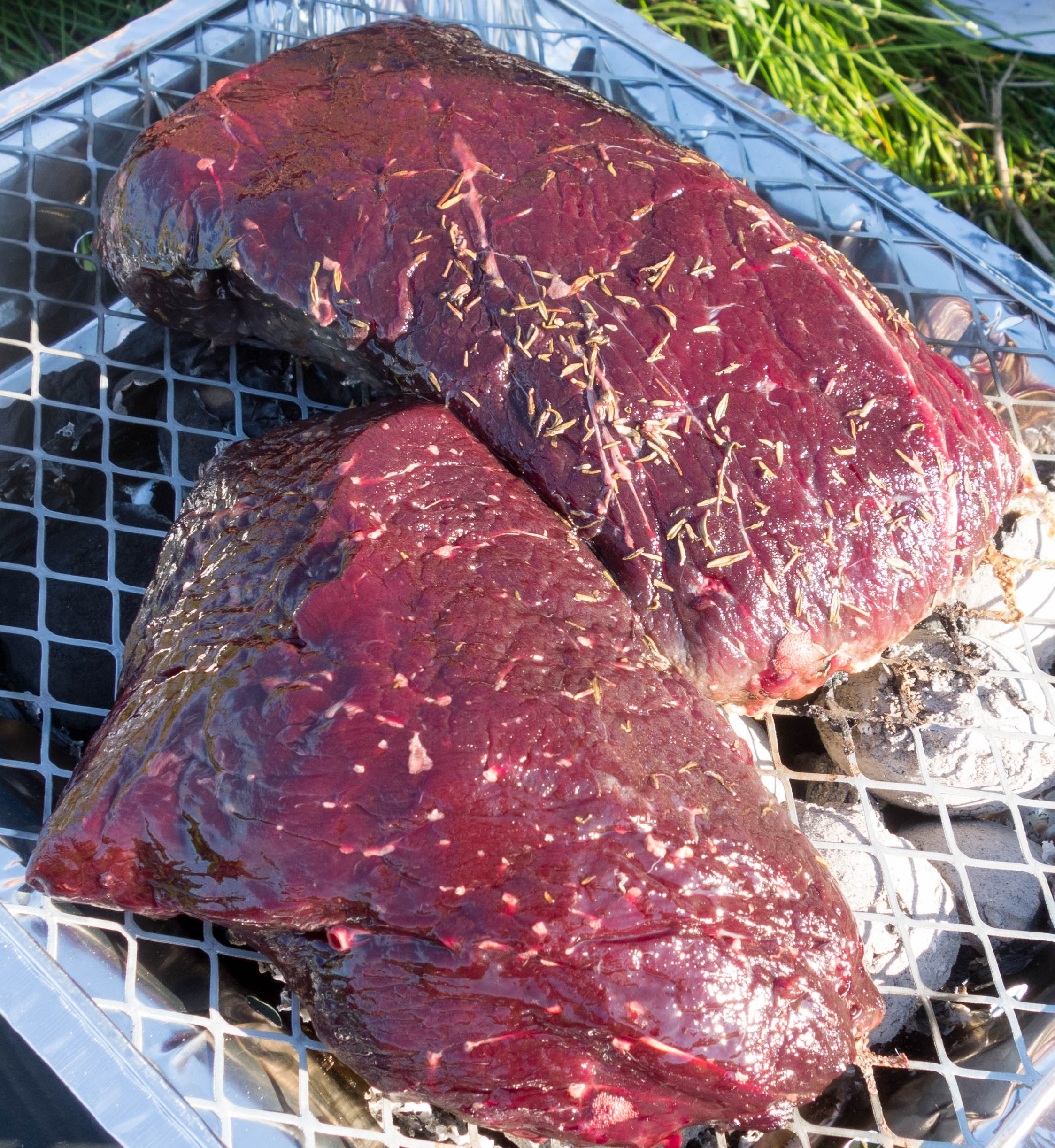
來自挪威的生鯨魚肉。

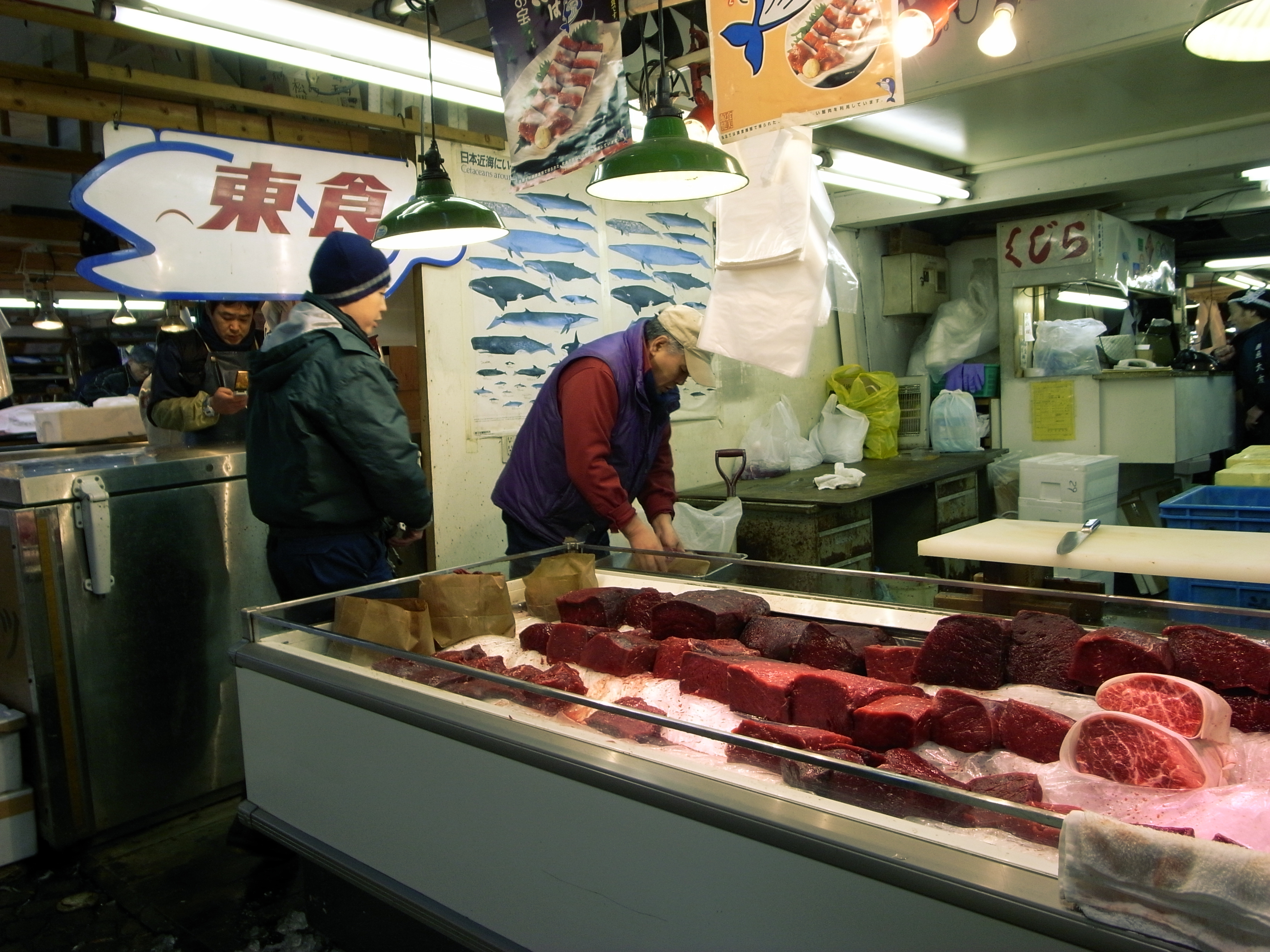
2008年在東京築地市場販售鯨魚肉。

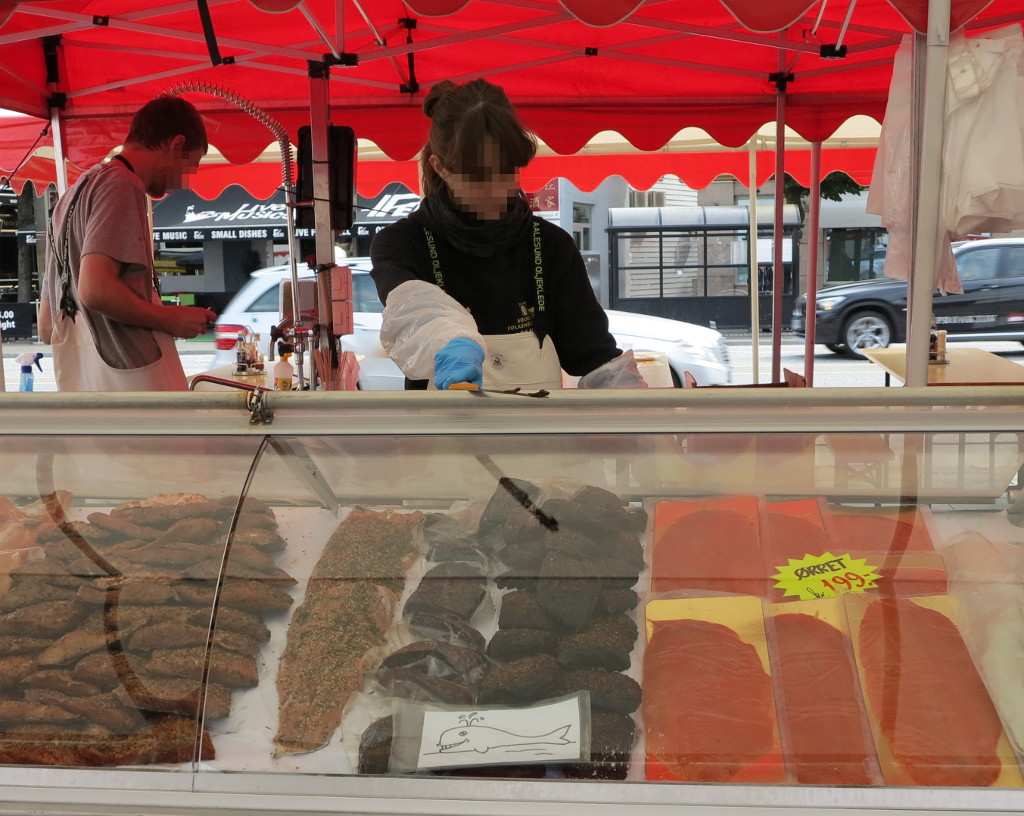
2012年在挪威卑爾根魚市場販售鯨魚肉。

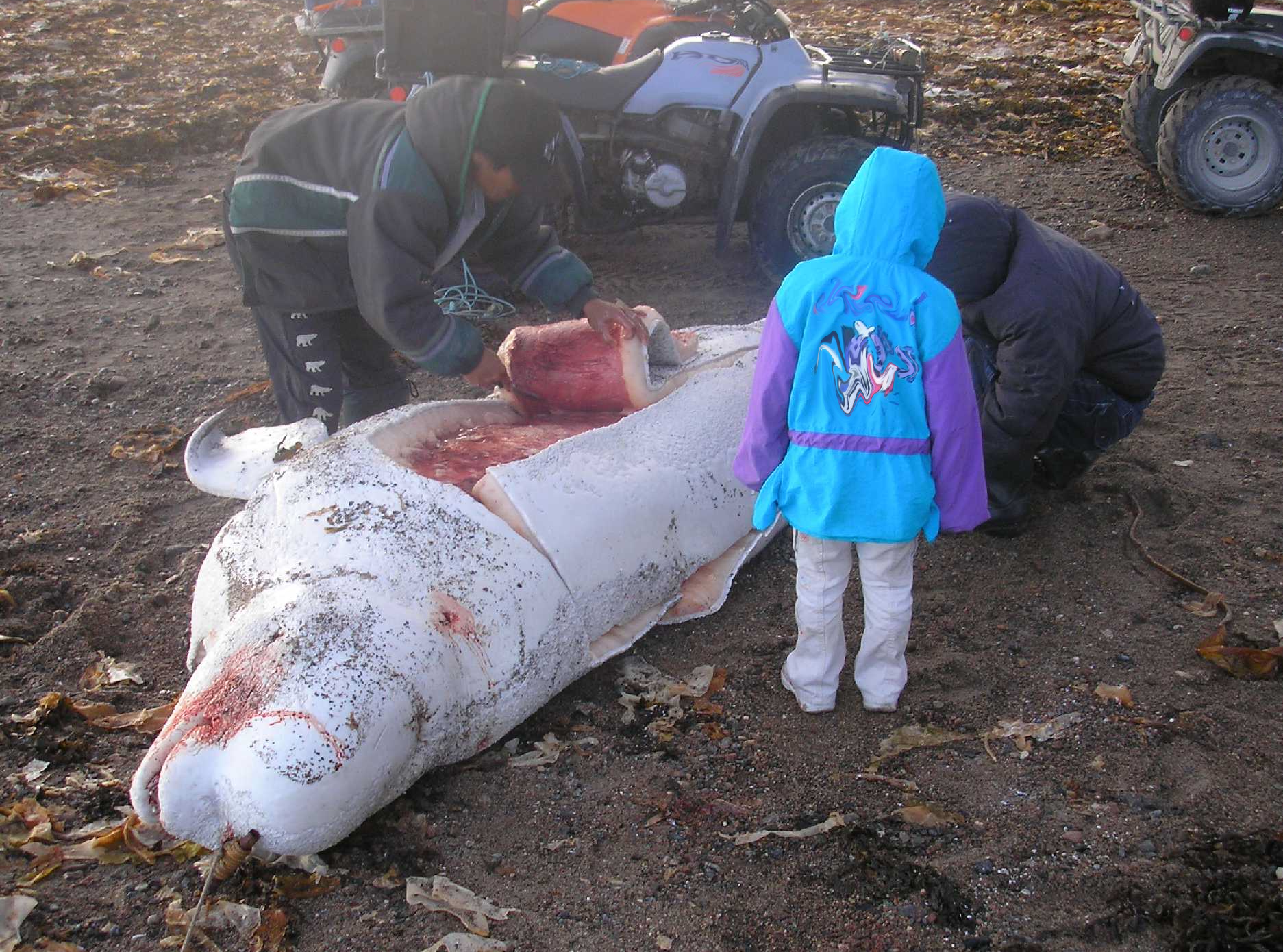
一頭白鲸身上的皮和脂肪正在被剝取，這些資源是一些因紐特人重要的維他命C來源。

鯨魚肉指的是鯨魚身上被人類與其他動物食用的部分，包含脂肪、皮以及內臟器官。鯨魚肉在許多地方都有食用的歷史，其中包含西歐與十三殖民地。 食用鯨魚肉的習慣並不僅限於海岸的居民，透過鹽醃的鯨魚肉與脂肪可以保存相當長的一段時間並會被輸入至內陸。
現今仍然在食用鯨魚肉的地區包含日本、南韓、西伯利亞的楚科奇人、因紐特人、美國（包括居住在西北太平洋地區的馬考族）、加拿大與格陵蘭、挪威、冰島、澳大利亚土著以及加勒比海地區的聖文森及格瑞那丁（主要於貝基亞島上）。

## 歷史

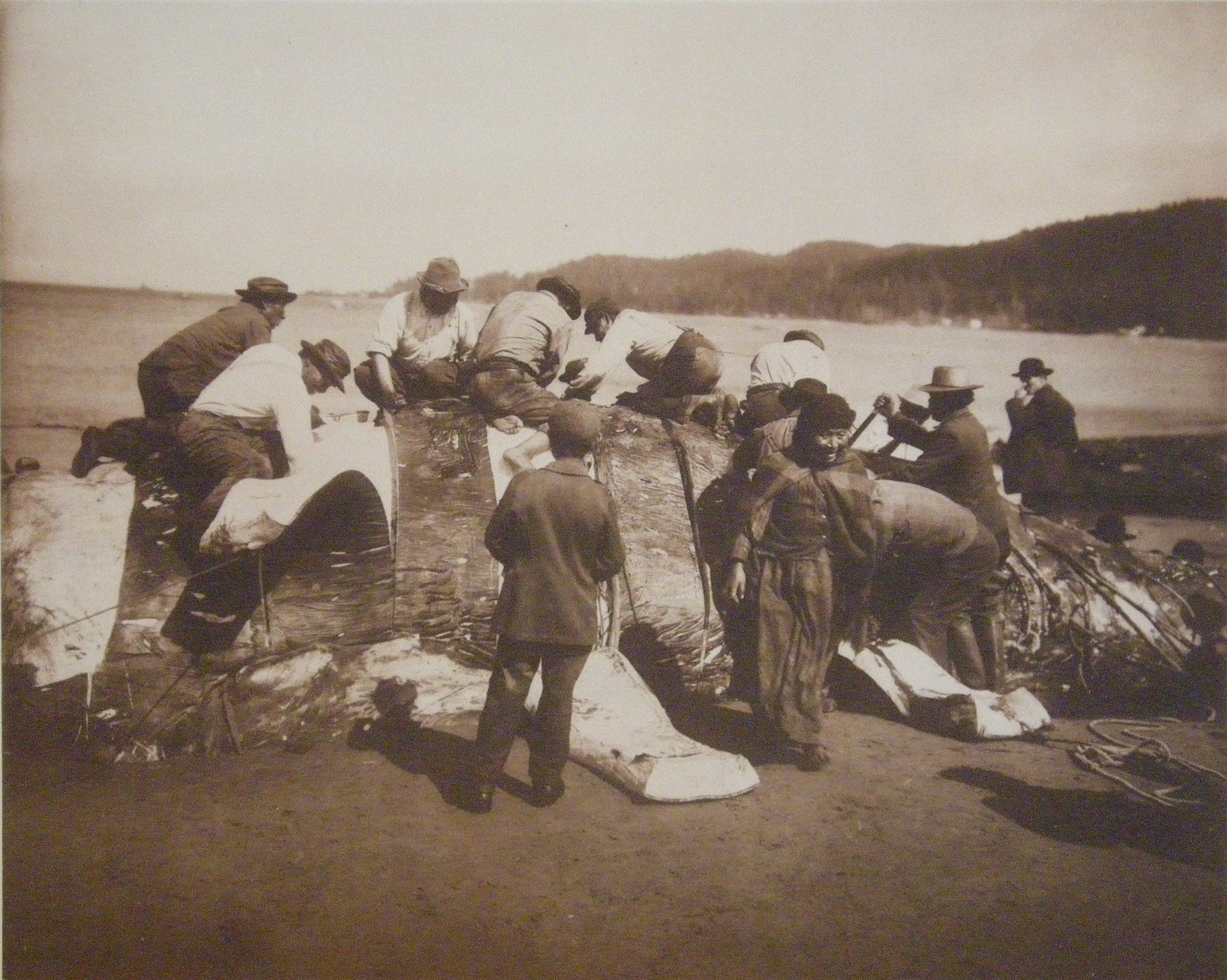
1910年位於尼亞灣 (華盛頓州)的美國原住民捕鯨者正在鯨魚的屍體上取肉。

在中世紀時的歐洲，鯨魚被廣泛地狩獵以獲取其肉與油。在天主教會的闡述下，鯨魚與其他海洋生物均被視為是「魚類」，因此被認可在大齋期與其他較貧困的時刻食用。另外一個解釋是，教會認為所謂的「熱肉」會引起人的原慾，因此在聖日並不適合食用，而那些曾經泡在水中的，例如鯨魚肉或是河狸尾巴，則被視為「冷肉」。
在中世紀歐洲後食用鯨魚肉的習慣並沒有停止，而且因為過度捕撈的關係鯨魚的數量正在劇烈的下降中，尤其是棲息於比斯開灣的露脊鯨群（詳情請參見捕鯨歷史）。因此歐洲的捕鯨者（尤其是11世紀最早開始商業捕鯨的巴斯克人）必須設法航行到更遙遠的地區尋找鯨魚。中世紀時部分荷蘭人（佛萊明語）也熱衷於商業捕鯨活動，法蘭德斯（指的是傳統法蘭德斯，包含法國北部加來海峽省中的一些城市如阿拉斯或加萊）也有一些鯨魚肉非法交易與稅收的歷史紀錄存在。
法國解剖學家安布魯瓦茲·帕雷曾說道：「鯨魚肉並沒有什麼價值，但是舌頭肉既柔軟又好吃因此要特別醃製保存。至於鯨脂，最適合在大齋期時搭配碗豆食用。」鯨脂（在當時被稱為"craspois" 或是 "lard de carême"）在當時屬於較貧窮階級的食物，這些鯨脂除了歐洲自產外，有一部分甚至來自於北美地區的捕鯨。
在早期的美國，捕鯨人會吃掉處理過後的鯨脂（稱之為 "cracklings" 或是 "fritters" ），據說吃起來像吐司一樣香脆。而這些鯨脂同時也能用來當作燃料熬煮濃縮脂肪。美國十三殖民地特別偏好食用「黑魚（即領航鯨）」的肉與其他部分。不過在大型商業捕鯨興起後，鯨魚肉並沒有被當時美國平民所接受，因為他們認為這並不是文明人的食物。
在第二次世界大戰後的英國，粗鹽醃鯨魚肉被視為是配給制度外的肉類選擇之一。這些鯨肉以"whacon"之名在市場上進行販售，被形容是「沒有新鮮鯨魚肉的魚腥味，就像粗鹽醃牛肉一樣」，和醃牛肉不一樣的是，粗鹽醃鯨魚肉為深棕色而不是醃牛肉的粉紅色。 英國環境、食品暨鄉村事務部特別強調其具有「高營養價值」。

## 狩獵種類
小鬚鯨是目前記錄上最常被狩獵的種類之一。除了小鬚鯨外大部分的鬚鯨現在已屬於瀕危物種，僅有部分具有傳統捕鯨文化的原住民得以進行捕捉，不過近年來部分捕鯨大國也開始開放捕捉這些大型鬚鯨。
在1998至1999年之間，哈佛的科學家透過檢測日本市場所販賣的鯨魚肉的DNA發現，除了合法的小鬚鯨肉之外，有一定數量的鯨魚肉實屬海豚和鼠海豚，甚至有些屬於瀕危物種像是長鬚鯨與座頭鯨（其中也有發現藍鯨的DNA，不過科學家認為其可能為藍鯨與長鬚鯨的雜交種）。
最近日本重新開始透過科學研究名義捕捉北太平洋長鬚鯨與塞鯨，這些鯨魚被認為具有最高品質的鯨尾（被稱為）並擁有一定程度的市場需求。 日本科研船聲稱這些鯨魚肉只是捕捉研究後所產生的次要副產品。
在日本，這些受研究的鯨魚肉由官方公定價格販售，但在2011年後開始引進拍賣系統後則再也沒有公告公定價格。
| 販售的鯨魚肉種 | 1998年小鬚鯨公定價（円/公斤） | 2011年布氏鯨公定價（円/公斤） |
| -------------- | ----------------------------- | ----------------------------- |
| 特選赤肉       | n/a                           | 7000                          |
| 特級赤肉       | 4640                          | 4500                          |
| 1級赤肉        | 3270                          | 1700                          |
| 2級赤肉        | 140                           | n/a                           |
| 1級鯨畝須      | 5860                          | 3000                          |
| 2級鯨畝須      | 4380                          | 2600                          |

一些高級鯨肉如鬚鯨的鯨尾肉的銷售管道至今仍不明朗，由日本綠色和平組織的Tokyo Two成員指出只有跟高層政府有所接觸的人才有能力取得這些高等肉品。

## 地區習慣
在一些地區如挪威、冰島及阿拉斯加，鯨魚肉會在未調味的情況下食用。不過也會進行曬乾、滷製、或製成肉乾處理。

### 挪威
在1980年代前的挪威，鯨魚肉一直是便宜又常見的食物。大部分的烹製方法是將鯨魚肉和馬鈴薯與蔬菜放入煮鍋中進行燉煮，製成肉湯後搭配傳統挪威無酵餅食用。

### 格陵蘭
在格陵蘭，鯨魚肉一直是當地因紐特人傳統飲食文化的一部份。不過在2010年，遊客也開始加入吃鯨魚肉的行列。鯨魚與海豚保護協會的調查顯示當地的量販業者會要求捕鯨人供應市場所需的鯨魚肉，這些鯨魚肉製品會在4星的餐廳中販售。

### 日本

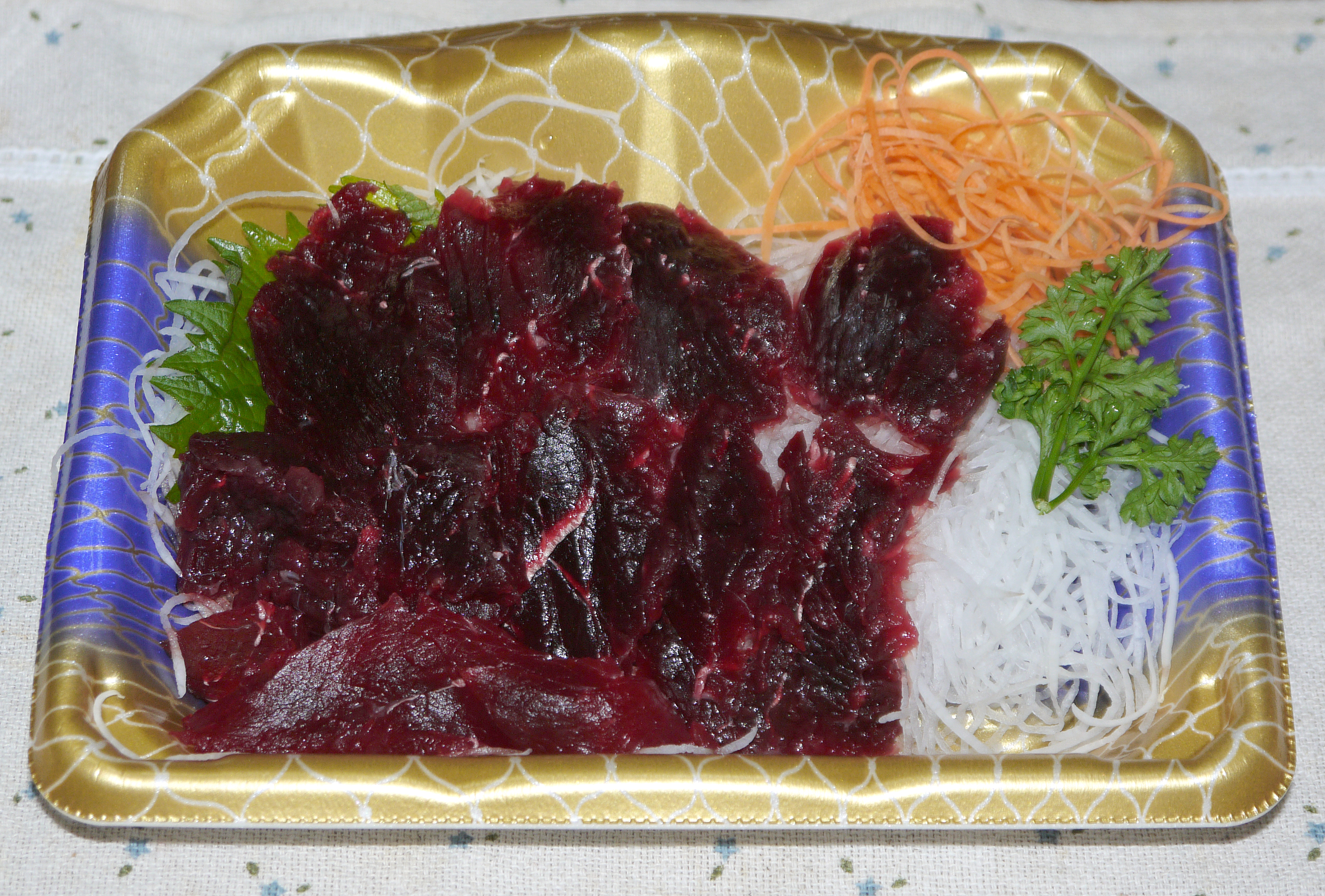
鯨魚生魚片

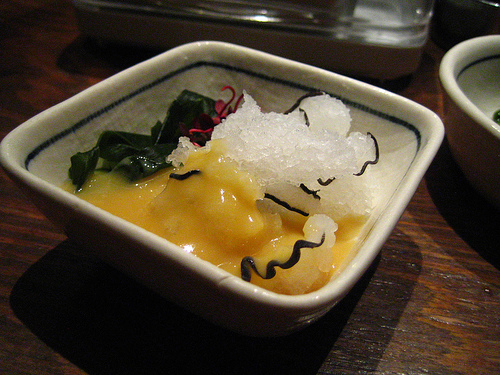
鯨魚尾鰭部分切片後淋上酢味噌

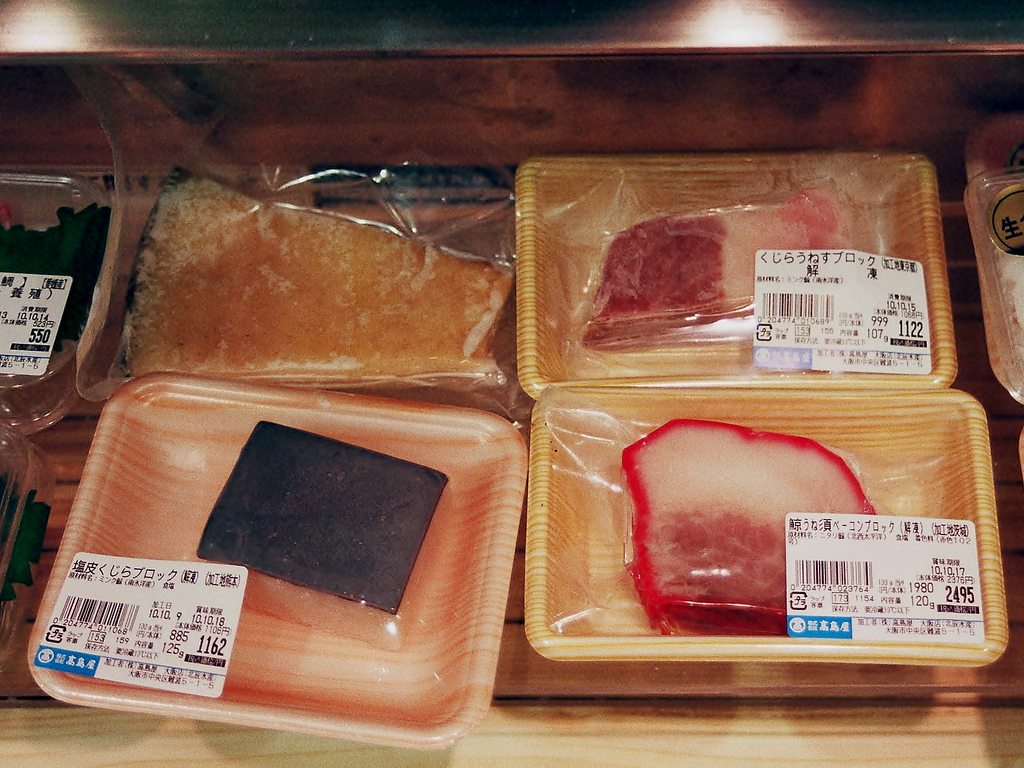
鯨魚培根

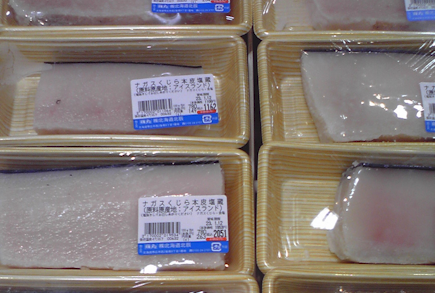
2010年在日本販售之冰島鬚鯨肉

自西元800年以來，日本一直都有狩獵與食用鯨魚的文化。在第二次世界大戰戰敗後，由於日本糧食供應體制已瀕臨崩潰，鯨魚肉變成十分重要的蛋白質來源。
在現今的日本，兩部位的鯨魚肉會被拿來食用：腹肉與尾鰭肉。在19世紀早期，鯨魚肉被細分多達70個部位。1960年代，常以鯨魚肉混充牛肉作為大和煮罐頭原料，稱為「にせ牛缶事件」，因而催生《不当景品類及び不当表示防止法》的通過。
現今的日本仍然沿用當初所命名的名稱來稱呼不同的鯨魚部位。

#### 部位名稱
- 舌頭（セセリ）：屬於高級部位，富含脂肪。可油炸製成油渣 (食物)。
- 尾鰭（オバ（尾羽））：富含脂肪和明膠，其中的白色脂肪（おばけ(尾羽毛)）可以醃製或是直接淋上酢味噌食用。
- 尾肉（オノミ（尾の身））：從背鰭之後算起至尾鰭之間的肉，油脂紋路分布細小均勻如霜降一般，屬於最高級的部位，一般直接切片做生魚片食用。
- 食道（ヒメワタ（姫腸））：水煮後食用。
- 胃（ヒャクジョウ（百畳））：水煮後食用。
- 小腸（ヒャクヒロ（百尋））：水煮後食用。
- 腎臟（マメワタ（豆腸））：水煮後食用。
- 肺（フクロワタ（袋腸））：煮熟後食用，也可生食。
- 肝臟（カラギモ）：一般不會拿來食用，而是拿來製成魚肝油。
- 皮下脂肪（ホンガワ（本皮））：生魚片、製成油渣或是用鹽醃製。
- 關節邊肉（カノコ（鹿の子））：在白色的油脂中散著一條條的筋肉紋路，猶如霜降一般。比起尾肉更有嚼勁，經常做成火鍋肉片或是直接生食。
- 赤肉（アカニク（赤肉））：在背部與腹部等脂肪較少的部位，大約占總鯨魚肉量的30-40%。多半做成唐揚或是直接生食。
- 白肉（シロデモノ（白手物））：相對於白肉，指的是皮下脂肪下的肥厚脂肪層。
- 喉腹摺（ウネス（畝須））：鬚鯨小目自下頷到肚臍間許多長溝狀皮膚皺摺的部位所取下的肉，水煮後食用。
- 鯨鬚板（ヒゲ）：曾經有露脊鯨鯨鬚的食用紀錄。
- 牙齦（コヒゲ）：切成薄片後食用。
- 軟顎（カブラボネ（かぶら骨））：上顎顱骨內的軟骨組織。為日本料理松浦漬中主要原料。
- 陰莖（タケリ）：聲稱具有藥效。
- 睪丸（キンソウ）：水煮後食用。
- 陰蒂（ヒナ）：水煮後食用。

直到2006年的日本，每年5,560噸的鯨魚肉可以得到將近55億日圓的收益。不過近年來鯨魚肉的價格一直在衰退，自1999年至2004年來，鯨魚肉每公斤的價格下跌了6美元，來到每公斤26美元。不過尾鰭肉的價格仍然維持在每公斤200美元以上，遠遠超過腹肉的價格。
綠色和平指出許多販售肉的來源是非法的，甚至是從科學研究船上偷渡而來，甚至取得的量遠遠超過於人類所需，在2004年大約有20%的鯨魚肉並未售出。

### 北极原住民
數千年來，居住在北極地區的阿拉斯加原住民仰賴鯨魚肉維生，在每年的春秋兩季時會有合法非商業性的捕鯨行動，這些肉會儲存並做為整個冬季的食糧。
居住在阿拉斯加沿岸的因紐皮雅特人與Tikiġaġmiut人會將取得的鯨魚分做10個部位：肥美的尾巴作為最高級的部位，會被獻給征服船的船長，而其他部分則分給船員和其他參與狩獵的人。
從弓頭鯨、白鯨、一角鯨身上取得的皮與脂肪屬於高級品，被稱為"muktuk"，煮熟後食用或可直接生食。發酵過的鯨魚肉則稱為"Mikigaq"。

### 法羅群島
法羅群島的捕鯨活動自從最早的諾斯人來到島上後就已開始。每年大約有1000頭長肢領航鯨（＂Globicephala melaena＂）在夏季時遭到屠殺。這項狩獵活動在法羅語中被稱為"grindadráp"，通常是以社區為單位的組織活動。
鯨魚的肉和脂肪會以不同的方法加以保存，包含被稱為"Tvøst og spik"的料理。新鮮的肉會被做成肉排，另外在法羅島上被稱為 "grindabúffur" 的料理，是將鯨魚肉、鯨脂與未去皮的馬鈴薯和鹽放入鍋中燉煮多個小時而成。鯨脂則常與曬乾的魚做搭配食用。法羅群島的居民也會舉辦 "kalt borð" （中文直譯為「冷桌」），在宴會中桌上會擺滿各種蛋糕與冷食，其中就包括乾燥領航鯨肉與醃製鯨脂。另外傳統保存方法包括用鹽醃漬與戶外風乾至少八週。鹽醃的方法是將肉與脂肪放入大量的鹽當中，另外也可加入些許高濃度的鹽水。醃漬過後的肉可以保存很長一段時間，並且在需要時隨時可以取用。取出的肉並無法直接食用，必須先泡水一天至一天半沖淡其鹹度，時間長短依照個人喜好決定，在這之後再將肉與脂肪煮熟後食用。除了傳統的保存方法之外，現代許多的居民改用冷凍的形式儲藏肉品，可以更加延長保存期限。
2008年11月尾，法羅群島的首席醫療官Høgni Debes Joensen和科學家Pál Weihe建議不要再食用領航鯨，因為領航鯨其肉與脂肪含有高劑量的水銀、多氯聯苯、滴滴涕殘留，不再屬於適合人類食用的食物。
他們的建議來自於一項水銀攝入與島上高比例帕金森氏症相關性的研究。在2011年6月1日時，法羅群島的農業食品獸醫局提出了食用領航鯨肉與脂肪的安全標準。該標準建議不得食用領航鯨的腎臟與肝臟，且一個月最多僅有一餐可食用領航鯨的肉或脂肪，並且針對年輕女性、孕婦與哺乳期婦女有特別規範。

### 英國
在第二次世界大戰時，英國食品局建立了食物配給制，不過鯨魚肉並不在配給範圍中也不受當時民眾歡迎。當時鯨魚肉被形容烹煮時的味道十分惡劣，即使調味了吃起來依然十分乏味。

## 毒性
由北海道大學的遠藤哲也、原口浩一與阪田正勝等人針對在日本販售的鯨魚部位檢測顯示其具有高劑量的水銀以及其他毒素存在，尤其是鯨魚肝。在每公克的鯨魚肉上含有 370 微克的水銀，遠超過政府限制量的900倍。在肺與腎臟中則約超標100倍。這個結果肇因於動物的營養級，這也代表著位於較高營養級的齒鯨比起鬚鯨會含有更高劑量的水銀殘留，而與體型較無關係。

## 環境影響
以挪威為首的北高聯盟，提到食用鯨魚肉所產生的碳足跡遠低於食用牛肉。綠色和平則回應說：「比起透過吃鯨魚來減少溫室氣體的排放，我們更應該重視的是這些物種的存活。」許多組織包含綠色和平與海洋守護者協會批評捕鯨行為是一種對瀕危物種的獵殺，如此行為所導致的鯨魚數量驟減將會嚴重影響到海洋與食物鏈，並在不遠的未來影響到人類。

## 反捕鯨戰役
一些組織如海洋守護者協會針對商業捕鯨採取了包括毀壞和用其他方式物理妨礙捕鯨船作業在內的直接行動。

## 參看
- 可持續水產品
- 飲食禁忌
- 鯨脂